# Aire urbaine de Laudun-l'Ardoise
Pour les articles homonymes, voir Laudun (homonymie) et L'Ardoise (homonymie).
L'aire urbaine de Laudun-l'Ardoise est une aire urbaine française constituée autour de la ville de Laudun-l'Ardoise (Gard).

## Caractéristiques
Selon la délimitation établie par l'Insee (zonage en aires urbaines 2010), l'aire urbaine de Laudun-l'Ardoise est composée de 1 commune, toutes situées dans le Gard. 
L'aire urbaine correspond à l'unité urbaine de Laudun-l'Ardoise, considérée par l'Insee comme un moyen pôle urbain.
Le tableau suivant détaille la répartition de l'aire urbaine sur le département (les pourcentages s'entendent en proportion du département) :
| Département | Communes | Communes (%) | Superficie (km²) | Superficie (%) | Population (2009) | Population (%) |
| ----------- | -------- | ------------ | ---------------- | -------------- | ----------------- | -------------- |
| Gard        | 1        | 0,28         | 34,19            | 0,85           | 5 388             | 0,76           |

## La commune de l'aire urbaine
Voici la liste des communes de l'aire urbaine de Laudun-l'Ardoise (population municipale au recensement du 1er janvier 2009) :
- Laudun-l'Ardoise 5 388 hab